# Dubravka Ugrešić
Dubravka Ugrešić (Kutenya, 1949. március 27. – Amszterdam, 2023. március 17.) jugoszláv, horvát és holland író. A Zágrábi Egyetemen végzett, Amszterdamban élt 1996 óta. Jugoszláv íróként azonosították.

## Fiatalkora és tanulmányai
Ugrešić 1949. március 27-én született Kutenyában, Jugoszláviában (ma Horvátország). Vegyes etnikai családba született; édesanyja várnai bolgár nemzetiségű volt.[4][5] Összehasonlító irodalom és orosz nyelv szakon végzett a Zágrábi Egyetem Bölcsészettudományi Karán, párhuzamosan tudós és írói pályát folytatva. Érettségi után az egyetemen, az Irodalomelméleti Intézetben dolgozott tovább.
1993-ban politikai okokból elhagyta Horvátországot. Európai és amerikai egyetemeken tanított, köztük az UNC-Chapel Hill-en, az UCLA-n, a Harvard Egyetemen, a Wesleyan Egyetemen és a Columbia Egyetemen. Amszterdamban élt, ahol szabadúszó íróként és számos amerikai és európai irodalmi folyóirat és újság munkatársaként dolgozott.

## Írói pályafutása

### Regények és novellák
Dubravka Ugrešić regényeket és novellagyűjteményeket adott ki. Štefica Cvek az élet sűrűjében (horvátul: Štefica Cvek u raljama života) című novellája 1981-ben jelent meg. Tele utalásokkal a magasirodalmi művekre (például Gustave Flaubert és Bohumil Hrabal), valamint a populáris műfajokra (mint például a romantikus regények és a "chick lit"), kifinomult és könnyed posztmodern játékot képvisel a regény hagyományos koncepciójával. Egy fiatal gépírónőt, Steffie Specket követi nyomon, akinek a nevét a Dear Abby rovatból vették, miközben a szerelmet keresi, parodizálva, és a romantika giccses elemeit kényszerítve rá. A regényből 1984-ben készült egy sikeres jugoszláv film U raljama zivota, Rajko Grlić rendezésében.
Írásával kapcsolatban Ugrešić megjegyezte:
... A nagyszerű irodalmi darabok többek között azért is nagyszerűek, mert állandó polémiát folytatnak olvasóikkal, akik közül néhányan írók is, és akik képesek kreatívan kifejezni e szépirodalmi ügy iránti érzéküket. A nagy irodalmi daraboknak megvan az a sajátos varázslatos tulajdonságuk, hogy arra késztetik az olvasókat, hogy újraírják, új irodalmi projektet készítsenek belőlük. Ez lehet a borges-i elképzelés, hogy minden könyvnek megfelelőnek kell lennie, de egy modernista irodalomgondolat is, amely állandó párbeszédben áll irodalmi, történelmi múltjával.
Forsiranje romana-reke című regénye 1988-ban megkapta a NIN-díjat, a volt Jugoszlávia legmagasabb irodalmi kitüntetését, melynek díjazottjai közé tartozik Danilo Kiš és Milorad Pavić; Ugrešić volt az első nő, akit a díjjal jutalmaztak. A regény Bulgakov-szerű "thriller" egy nemzetközi "írócsaládról", akik a jugoszláv időkben egy zágrábi konferencián gyűlnek össze. A feltétel nélküli kapituláció múzeuma az emlékezés és a felejtés melankóliájáról szóló regény. Egy női narrátor, egy száműzött, akit körülvesznek a faldöntés utáni Berlin díszletei és a háború sújtotta Jugoszlávia képei, állandóan változtatja élete időzónáit, múltját és jelenét.
Az Amszterdamban játszódó Fájdalomminisztérium (Ministarstvo boli) a lakóhelyüket elhagyni kényszerült emberek életét mutatja be. A Baba Jaga je snijela jaje című regényben, amely a Canongate Myth Series-ben jelent meg, Ugrešić Baba Yaga szláv mitológiai alakjára támaszkodott, hogy elmeséljen egy modern mesét. Ez a társadalmi nemek közötti egyenlőtlenségekkel és diszkriminációval kapcsolatos.

### Esszék
Ugrešić „kreatív munkája ellenáll az egyszerűsített, elszigetelt értelmezési modellekre való redukálásnak”.
Jó napot: A balkáni háborútól az amerikai álomig (horvátul: Američki fikcionar) című gyűjteménye rövid szótárszerű esszékből áll az amerikai mindennapi életről, egy látogató szemüvegén keresztül, akinek országa szétesik. A The Culture of Lies (A hazugság kultúrája) egy esszékötet a hétköznapi életről a háború, a nacionalizmus és a kollektív paranoia idején. Richard Byrne, a Common Review munkatársa szerint „Írásai támadják a háború vad ostobaságait, átütik a körülötte lévő macsó hősiességet, és megdöntik a száműzetés fájdalmának és pátoszának mélységét.” A Köszönöm, hogy nem olvastad egy esszék gyűjteménye az irodalmi triviákról: a kiadói iparról, az irodalomról, a kultúráról és az írás helyéről.
Ugrešić számos jelentős kitüntetést kapott esszéiért, köztük Charles Veillon-díjat, Heinrich Mann-díjat, Jean Amery-díjat. Az Egyesült Államokban a Karaoke Culture bekerült a National Book Critic Circle Award-ra.

### Egyéb írások

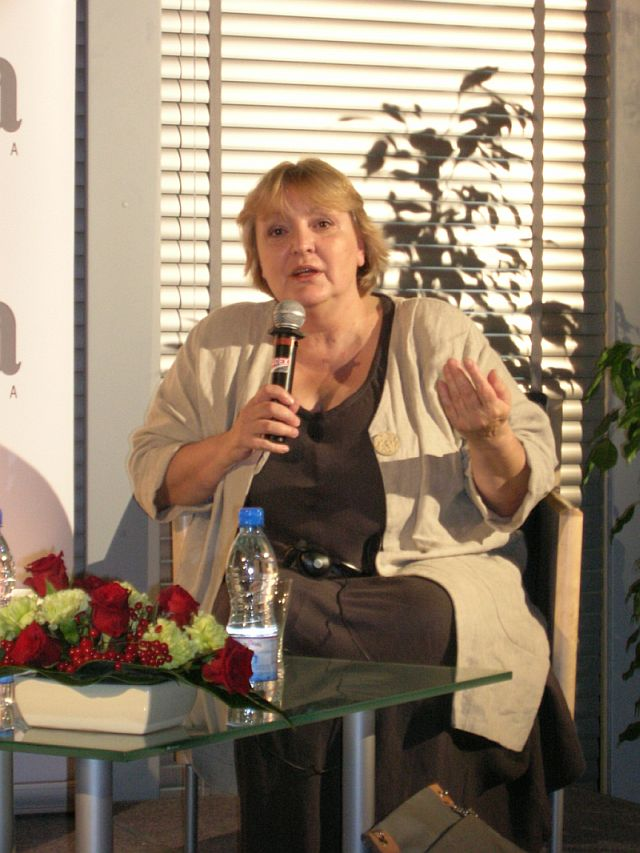
Dubravka Ugrešić Varsóban (Lengyelország), 2006. szeptember 25.

Dubravka Ugrešić irodalomtudósként is publikált cikkeket az orosz avantgárd irodalomról, valamint tudományos könyvet az orosz kortárs szépirodalomról, Nova ruska proza (Új orosz szépirodalom, 1980). Antológiákat szerkesztett, mint például a Pljuska u ruci (Egy pofon a kézben), társszerkesztette a Pojmovnik ruske avangarde (Az orosz avantgárd szójegyzéke) kilenc kötetét, és lefordított olyan írókat, mint Borisz Pilnyak és Danyiil Harmsz (oroszról horvátra). Három gyermekkönyv szerzője is volt.

## Politika és száműzetés
A Délszláv háború kitörésekor 1991-ben a volt Jugoszláviában Ugrešić határozott háború- és nacionalistaellenes álláspontot képviselt. Kritikusan írt a nacionalizmusról, a háború értelmetlenségéről és bűnösségéről, és hamarosan a horvát média egy részének, írótársainak és közéleti személyiségeinek célpontja lett. Hazafiatlansággal vádolták, „árulónak”, „közellenségnek” és „boszorkánynak” kiáltották ki. 1993-ban hagyta el Horvátországot hosszan tartó nyilvános támadások sorozata után, és mert „nem tudott alkalmazkodni a közéletben, a politikai, kulturális és mindennapi életben a hazugságok állandó terrorjához”.
A kollektív nacionalista hisztériával kapcsolatos tapasztalatairól írt A hazugság kultúrája című könyvében, és leírta "személyes esetét" A perspektíva kérdése (Karaoke Culture) című esszéjében. Továbbra is a modern társadalmak árnyoldalairól írt, az emberek "homogenizálásáról" a média, a politika, a vallás, a közös hiedelmekről és a piacról (Europe in Sepia). Mivel "a rom polgára" érdeklődött a "száműzetésnek nevezett állapot" összetettsége iránt (J. Brodszkij). Regényei (A fájdalom minisztériuma, A feltétel nélküli kapituláció múzeuma) a száműzetés traumáit, de a száműzetés szabadságának izgalmát is feltárják. Író száműzetésben című esszéje (Thank You for Not Reading) egy kis írói kalauz a száműzetésbe. Magát "posztjugoszlávnak, transznacionálisnak, vagy még pontosabban posztnacionálisnak" jellemezte.
2017-ben aláírta a horvátok, szerbek, bosnyákok és montenegróiak közös nyelvéről szóló nyilatkozatot.

## Irodalmi díjak
- 1988 – NIN Award(wd) (A legjobb új jugoszláv regény éves díja) (Jugoszlávia)[28]
- 1996 – Prix européen de l'essai Charles Veillon (A legjobb európai esszékönyv éves díja) (Svájc)[28]
- 1997 – Verzetsprijs 1997, Stichting Kunstenaarsverzet 1942–1945 (Artists in Resistance Prize) (Hollandia)[28]
- 1998 – SWF-Bestenliste Literaturpreis (Süd-West-Funk legjobb listája irodalmi díj) (Németország)
- 1998 – Austrian State Prize for European Literature (Ausztria)[28]
- 2000 – Heinrich Mann Prize(wd) Berlini Művészeti Akadémia (Németország)[28]
- 2004 – Premio Feronia-Città di Fiano (Olaszország)[28]
- 2006 – A Independent Foreign Fiction Prize(wd) előválogatottja (UK)
- 2009 – Nominated for the Man Booker International Prize (UK)[28]
- 2010 – James Tiptree Jr. Award(wd) for Baba Yaga Laid an Egg (US)[29]
- 2011 – A National Book Critics Circle Awards(wd) döntőse (a kritika kategóriában, a Karaoke Culture: Essays-ért) (USA)
- 2012 – Jean-Améry-Prize for European Essays (Ausztria/Németország)[28]
- 2016 – Neustadt International Prize for Literature (US)[28]
- 2016 – Vilenica International Literary Festival(wd) Prize (Szlovénia)[28]

## Művei
- Mali plamen (knjiga za djecu, 1971.)
- Filip i Srećica (knjiga za djecu, 1976.)
- Poza za prozu (1978.)
- Nova ruska proza (studija, 1980.)
- Štefica Cvek u raljama života (1981.)
- Život je bajka (1983.)
- Forsiranje romana-reke (1988.)
- Kućni duhovi (knjiga za djecu, 1988.)
- Pljuska u ruci (antologija alternativne ruske proze, 1989.)
- Američki fikcionar (zbirka eseja, 1993.)
- Kultura laži (1996.)
- Muzej bezuvjetne predaje (1998.)
- Zabranjeno čitanje (2001.)
- Ministarstvo boli (2004.)
- Nikog nema doma (2005.)
- Baba Jaga je snijela jaje (2008.)
- Napad na minibar (2010.)[30]
- Europa u sepiji (2013.)
- Lisica (2017.)
- Doba kože (2019.)
- Tu nema ničega! (2020.)
- Crvena škola (2021.)

### Magyarul
- A feltétel nélküli kapituláció múzeuma (Muzej bezuvjetne predaje) – Európa, Budapest, 2000 · ISBN 9630767147 · Fordította: Radics Viktória
- Štefica Cvek az élet sűrűjében (Štefica Cvek u raljama života) – József Attila Kör / Kijárat, Budapest, 2004 (JAK világirodalmi sorozat) · ISBN 9639529214 · Fordította: Radics Viktória
- A fájdalom minisztériuma (Ministarstvo boli) – Európa, Budapest, 2008 (Bóra könyvek) · ISBN 9789632360980 · Fordította: Radics Viktória
- Banyatanya (Baba Jaga je snijela jaje) – Libri, Budapest, 2012 (Bóra könyvek) · ISBN 9789633101193 · Fordította: Radics Viktória

## Fordítás
- Ez a szócikk részben vagy egészben  a   Dubravka Ugrešić című angol Wikipédia-szócikk fordításán alapul.  Az eredeti cikk szerkesztőit annak laptörténete sorolja fel. Ez a jelzés csupán a megfogalmazás eredetét és a szerzői jogokat jelzi, nem szolgál a cikkben szereplő információk forrásmegjelöléseként.